# 段德操
段德操（6世纪—7世纪），唐朝初年将领。北齐左丞相段韶之子。
武德二年（619年），段德操为延州安抚使，表置义门县。后为延州道行军总管，奉唐高祖命讨梁师都。八月，梁师都与突厥命数千骑来攻延州，屯野猪岭，段德操兵少不敌，于是闭门不战，等梁师都稍懈怠，九月遣副总管梁礼率兵击之，梁礼与梁师都正酣战时，段德操率轻骑多张旗帜而出，掩击敌后，梁师都军溃，追杀二百余里，破梁师都魏州，俘获男女二千馀口。当月，梁师都以步骑五千再寇延州，又被段德操击破，斩首二千馀级，仅以百馀骑遁去，堡将张举、刘旻投降。段德操以功拜柱国，赐爵平原郡公，但鄜州刺史鄜城公梁礼却阵亡。
三年（620年）七月，梁师都引突厥、稽胡兵入寇，又被段德操击破，斩首千余级。四年（621年）二月，段德操击破稽胡酋帅刘屳成，斩首千馀级。
五年（622年）二月，段德操攻梁师都石堡城，梁师都亲自率军相救，被段德操大破，仅率十六骑遁去。唐高祖给段德操增兵，命他乘胜进攻夏州，段德操克其东城，梁师都以数百人保西城。正逢突厥救兵到，唐高祖诏段德操回师。八月，突厥颉利可汗犯边境，段德操时任左武卫将军，与云州总管李子和率军相拒，颉利率十五万骑入雁门，寇并州，分兵寇原州，于是唐高祖命皇太子李建成出豳州道、皇子秦王李世民出泰州道以御之，李子和进军云中掩击之，段德操进军夏州以截其归路。当月，突厥撤退。六年（623年）三月，时任鄜州道行军总管的段德操攻梁师都至夏州，俘其民畜而还。
八年（625年）正月，段德操为右武卫将军，奉命攻夏州。